# De stora serbiska folkvandringarna
Termen stora serbiska folkvandringarna (serb. Великe сеобe Срба / Velike seobe Srba) var två stora utvandringar av serbiska folket från det Osmanska riket till Habsburgska riket, rättare sagt dagens Vojvodina, Ungern och delar av Kroatien, som ägde rum på 1600- och 1700-talet:
- Den första serbiska folkvandringen (1689-90) under Arsenije III Čarnojević
- Den andra serbiska folkvandringen (1737-1739) under Arsenije IV Jovanović

Habsburgska kejsarna lät serberna bosätta sig på sitt territorium (Ungern), vilket bland annat omfattade gränsområdena mot Osmanska riket, för att skydda från eventuella osmanska attacker. Serberna fick först tjäna en tid i habsburgska armén, därefter fick de mark. Serberna fortsatte befolka området ända in på 1800-talet, flyendes från osmanerna som inte gav dem tillräckliga rättigheter och pressade dem att konvertera till islam. Områdena de bosatte kallas Militärgränsen (serb. Vojna Krajina), och fungerade som en enhet inom Österrike, medan vissa tidigare serbbebodda områden i Serbien, Kosovo och Makedonien tömdes. En del av serberna flyttade ända till Ukraina där de erhöll mark i Nya Serbien vid Dnepr.
Enligt uppgift omfattade första folkvandringen 40 000 familjer.
Om de serbiska folkvandringarna har Miloš Crnjanski skrivit romanen Vandringar: "det av historien påtvingade eller av människan själv valda uppbrottet".